# Khipram

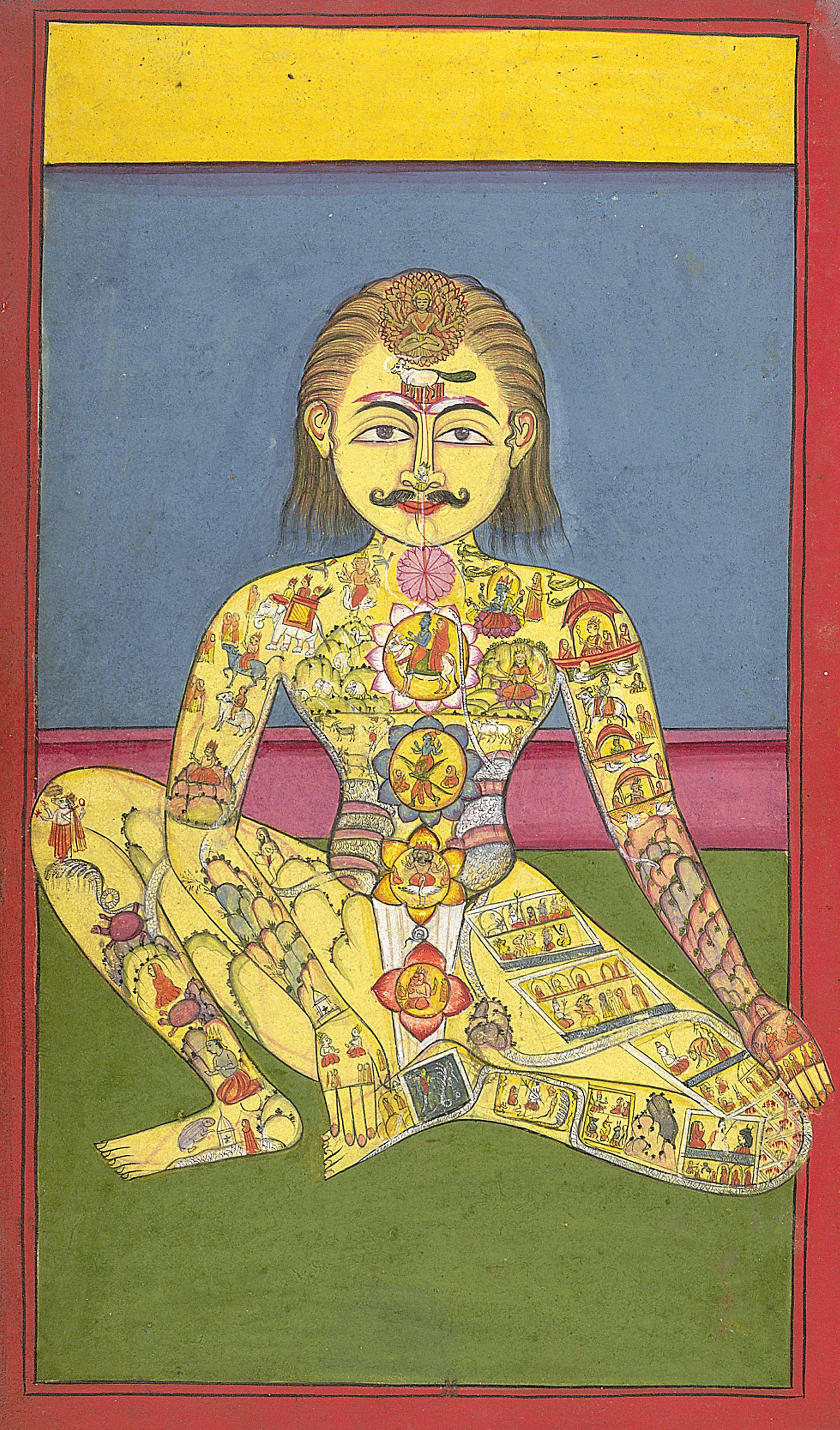
oude Tibetaanse kaart met de 7 Chakra's en de belangrijkste marmapunten

Khipram (Khipram-punt) is een marmapunt gelegen op de voet. Marmapunten worden in Oosterse filosofieën gebruikt bij massage, yoga, reflexologie en reiki. Men gelooft dat een marmapunt op een nadi ligt en zo een uitwerking kan hebben op een bepaald lichaamsdeel, proces of emotie
| Khipram |                                                                                              |
| ------- | -------------------------------------------------------------------------------------------- |
| Positie | Khipram is gelegen op de overgang van elke teen naar de voet, er zijn dus tien khiram punten |
| Functie | dit punt heeft invloed op holten in het lichaam en op zekere hoogte ook op het lymfestelsel  |

## Overige marmapunten
Naar schatting zijn er 62.000 marmapunten in het lichaam. De belangrijkste 52 zijn: